# Municipio de Talkington
El municipio de Talkington (en inglés: Talkington Township) es un municipio ubicado en el condado de Sangamon en el estado estadounidense de Illinois. En el año 2010 tenía una población de 189 habitantes y una densidad poblacional de 1,95 personas por km².

## Geografía
El municipio de Talkington se encuentra ubicado en las coordenadas 39°34′2″N 89°52′19″O / 39.56722, -89.87194. Según la Oficina del Censo de los Estados Unidos, el municipio tiene una superficie total de 97.16 km², de la cual 97,16 km² corresponden a tierra firme y (0 %) 0 km² es agua.

## Demografía
Según el censo de 2010, había 189 personas residiendo en el municipio de Talkington. La densidad de población era de 1,95 hab./km². De los 189 habitantes, el municipio de Talkington estaba compuesto por el 99,47 % blancos, el 0,53 % eran asiáticos. Del total de la población el 1,59 % eran hispanos o latinos de cualquier raza.